# Las Atalayas
Las Atalayas es un destacado parque empresarial ubicado en la ciudad de Alicante (España), que se ha convertido en una de las áreas empresariales e industriales más importantes de la región. Está oficialmente constituido como una Entidad de Gestión y Modernización llamada Atalayas Ciudad Empresarial.

## Localización
Las Atalayas cuenta con una superficie de 1 200 000 m² y está situado en la partida de Vallonga, en el kilómetro 234 de la Autovía A-31 (Madrid-Alicante). Cuenta con una ubicación estratégica y excelentes conexiones por carretera. Su cercanía al nudo de la autovía A-7, al puerto de Alicante, al aeropuerto, así como a la estación de autobuses y ferrocarriles, facilita el transporte y la logística de las empresas ubicadas en el parque.

## Infraestructuras
Las Atalayas dispone de amplias infraestructuras viales, destacando los viales de doble dirección y los accesos a la Autovía A-7 que son de doble carril, adecuados incluso para vehículos de gran longitud. Además, dispone de una red eléctrica en media tensión, alumbrado público en buen estado, alcantarillado, red de agua potable, red de telefonía y tendido de fibra óptica en todo el parque.
Las Atalayas ofrece una amplia variedad de servicios para las empresas y empleados que operan en el parque. Entre ellos se encuentran guardería, servicios de restauración, vivero empresarial, estación de servicio, transporte público y oficina de correos, entre otros.

## Ocupación
Desde su creación a finales de los años 80, Las Atalayas ha experimentado un crecimiento constante. Actualmente, se encuentra en una situación de ocupación total, con un porcentaje de ocupación superior al 97% y la presencia de más de 220 empresas que generan empleo para cerca de 6000 trabajadores.
Ante la demanda y la ocupación total del parque, se han planificado proyectos de expansión en terrenos anexos con una superficie total de 650 000 m². Se espera que se puedan desbloquear planes de desarrollo y urbanización para acoger nuevos proyectos empresariales y proporcionar espacio para la implantación de nuevas compañías.